# Pietro Gaddi
Pietro Gaddi (Forlì, 3 novembre 1644 – Spoleto, tra il 2 e il 30 settembre 1710) è stato un vescovo cattolico italiano, vescovo di Spoleto.

## Biografia
Pietro Gaddi appartenne al ramo forlivese della nobile famiglia dei Gaddi.
Dopo essere stato vicelegato di Avignone, nominato vescovo di Spoleto il 7 febbraio 1695, il 6 marzo dello stesso anno fu consacrato dal cardinale Bandino Panciatichi.
Il 21 marzo 1699, con altre autorità cittadine, andò incontro a Maria Casimira, regina di Polonia, vedova di Giovanni Sobieski, diretta a Roma.
Ricoprì la carica di assistente al Soglio Pontificio durante il pontificato di Innocenzo XII.
È sepolto nella cattedrale di Spoleto, sotto una lapide posta sul pavimento di fronte all'altar maggiore.

## Genealogia episcopale
La genealogia episcopale è:
- Cardinale Scipione Rebiba
- Cardinale Giulio Antonio Santori
- Cardinale Girolamo Bernerio, O.P.
- Arcivescovo Galeazzo Sanvitale
- Cardinale Ludovico Ludovisi
- Cardinale Luigi Caetani
- Cardinale Ulderico Carpegna
- Cardinale Paluzzo Paluzzi Altieri degli Albertoni
- Cardinale Gaspare Carpegna
- Cardinale Bandino Panciatichi
- Vescovo Pietro Gaddi